# Nunnan (film, 1959)
Nunnan (originaltitel: The Nun's Story) är en amerikansk film från 1959 i regi av Fred Zinnemann. Manuset skrevs av Robert Anderson efter Kathryn Hulmes bok. Filmen med Audrey Hepburn i titelrollen nominerades till elva Oscar och fem Golden Globes.

## Rollista
- Audrey Hepburn - syster Luke, Gabrielle van der Mal
- Peter Finch - Dr. Fortunati
- Edith Evans - Mother Emmanuel
- Peggy Ashcroft - Mother Mathilde
- Dean Jagger - Dr. van der Mal
- Mildred Dunnock - Sister Margharita
- Beatrice Straight - Mother Christophe
- Patricia Collinge - Sister William
- Rosalie Crutchley - Sister Eleanor
- Ruth White - Mother Marcella
- Barbara O'Neil - Mother Didyma
- Colleen Dewhurst - Gabriel, mentalpatient
- Lionel Jeffries - Dr. Goovaerts
- Niall MacGinnis - Vermeuhlen